# ضریب تمرکز تنش

توزیع تنش در یک ورق فلزی با اعمال نیروی گسترده از دو یال بالا و پایین. تمرکز تنش در اطراف حفرهٔ داخلی به وضوح مشاهده می‌شود.

ضریب تمرکز تنش یا Kt به صورت نسبت تنش ماکزیمم بر تنش اسمی بر حسب سطح مقطع خالص تعریف می‌شود. البته برخی از محققان از مقدار تنش اسمی در محل عدم وجود عوامل تمرکز تنش استفاده می‌کنند.
{\displaystyle K_{t}={\frac {\sigma _{max}}{\sigma _{nominal}}}}